# جی. آر. رید
جی. آر. رید (انگلیسی: J. R. Reid؛ زاده ۳۱ مارس ۱۹۶۸) یک بازیکن بسکتبال اهل ایالات متحده آمریکا است.